# Trận Neuve Chapelle
Trận Neuve Chapelle là một trận đánh trên Mặt trận phía Tây của cuộc Chiến tranh thế giới thứ nhất, diễn ra từ ngày 10 tháng 3 cho đến ngày 13 tháng 3 năm 1915 giữa Tập đoàn quân số 1 của Vương quốc Anh và Tập đoàn quân số 6 của Đế quốc Đức tại Artois.. Đây cũng là chiến dịch tấn công đầu tiên của Quân đội Anh trên Mặt trận phía Tây trong chiến tranh. Trận đánh đã kết thúc với thắng lợi chiến thuật nhưng đồng thời là thất bại về mặt chiến lược của quân Anh. Tuy quân Anh đã chiếm được Neuve Chapelle với cái giá đắt, họ đã không thể mở đường ra Lille. Thất bại của quân Anh trong trận Neuve Chapelle kết hợp với thất bại đẫm máu của quân Pháp trong trận Champagne lần thứ hai đã trở thành những thắng lợi khiến cho Tổng tham mưu trưởng Quân đội Đức là Erich von Falkenhayn giữ thế cân bằng trong cuộc xung đột riêng tư giữa ông với các vị tư lệnh của quân Đức trên Mặt trận phía Đông..
Tổng tư lệnh Quân đội Anh là Ngài John French đã ra lệnh cho Tập đoàn quân số 1 của Anh dưới quyền tướng Douglas Haig tiến công Neuve Chapelle và cao điểm Aubers. Nếu thành công, cuộc tấn công này sẽ gây hiểm họa đến trung tâm hỏa xa của Quân đội Đức tại Lille. Haig đã dự kiến tiến hành những chiến thuật "cắn và giữ" mới mẻ do Quân đoàn IV của Anh thực hiện. Theo ý tưởng này, người Anh sẽ chiếm giữ một chút phần đất dễ phòng vệ, buộc đối phương phải phát động những cuộc phản công đắt giá nhằm vào họ. Vào ngày 10 tháng 3 năm 1915, cuộc tấn công của quân Anh đã gây cho đối phương bất ngờ, sau một cuộc công pháo rất lớn. Quân Anh đã nhanh chóng tràn ngập tuyến đầu tiên của quân Đức và chiếm được Neuve Chapelle, mặc dù chịu thiệt hại không nhỏ. Tuy họ đã xóa bỏ chỗ lồi về hướng Bắc của ngôi làng này, cuộc tiến công trên một mặt trận hẹp hòi này đã không thể vượt qua các cứ điểm vững mạnh của quân Đức và bị mất đà. Chung cuộc, quân Anh-Ấn không thể tấn công hợp đồng và chỉ làm nên được bước tiến nhỏ nhoi trong ngày hôm ấy. Đêm ngày 10 tháng 3, quân Anh lập kế hoạch tiến công cho ngày hôm sau và quân Đức cũng tăng cường lực lượng. Vào ngày 11 tháng 3 năm 1915, sau một cuộc pháo kích vô hiệu quả của mình, các đơn vị của quân Anh bị súng máy của quân Đức quét tan. Ngoài ra, sự công pháo của quân Đức vào đường dây điện thoại của quân Anh đã gia tăng khó khăn về liên lac của người Anh.
Sang ngày 12 tháng 3 năm 1915, Tư lệnh Tập đoàn quân số 6 của Đức là Thái tử Rupprecht xứ Bayern đã phát động phản công quyết liệt. Quân Anh bị đánh bật khỏi vị trí xuất phát của cuộc phản kích này, nhưng giữ được Neuve Chapelle. Trong khi đó, các đơn vị Anh đã tàn tạ và chỉ có thể thực hiện những đợt công kích yếu ớt. Đến cuối ngày, quân Anh không thu được một thắng lợi đáng kể nào và đóng trong chiến hào. Trước tình thế bất lợi, quân Anh đã chấm dứt trận chiến này, trong khi người Đức vẫn làm chủ cao điểm ở hướng Đông. Nhìn chung, đối với cả hai phía trận đánh này là một cuộc tàn sát. Trong khi Quân đội Anh đã rút gọn được trận tuyến của mình với tổn thất nặng nề, thiệt hại của Quân đội Đức - vốn ngang ngửa với thiệt hại của đối phương - chủ yếu là do cuộc phản kích của họ trong giai đoạn cuối của trận đánh. Ngoài ra, quân đội của Haig cũng chịu hao tổn không ít đạn pháo, và sự thiếu hút đạn dược được cho là nguyên nhân khiến cho người Anh thua trận này. Cuộc bại trận tại Neuve Chapelle đã khiến cho người Anh chủ trương tiến công trên một mặt trận rộng lớn hơn trong khi người Đức tin tưởng vào khả năng phòng ngự của các lực lượng yếu ớt nhưng được sự hỗ trợ của hỏa lực.

## Sau trận đánh
Tổng chỉ huy quân đội Anh, Thống chế John French khẳng định rằng quân Anh thua trận vì đạn pháo không đủ. Phát biểu này dẫn đến Khủng hoảng đạn dược 1915, cùng với thất bại ở Dardanelles khiến chính phủ của Đảng Tự do của Thủ tướng H. H. Asquith sụp đổ. Ông ta phải thành lập chính phủ liên hiệp mới và bổ nhiệm David Lloyd George làm Bộ trưởng Đạn dược. Hành động đó cũng cho thấy, người Anh đã nhận thức được rằng, cả nền kinh tế của họ phải chấp nhận gồng mình ra gánh lấy cuộc chiến tranh khổng lồ này nếu như muốn quân đội trụ vững trên chiến trường.

## Vai trò của binh sĩ Ấn Độ
Một nửa số binh sĩ trong các lực lượng tiến công của Anh tại trận chiến này là người Ấn Độ. Đây là một trong những trận đánh lớn mà quân đội Ấn Độ thuộc Anh tham gia trong chiến tranh. Nhiều đơn vị Ấn Độ đã tham gia những đợt công kích phá vỡ phòng tuyến Đức ở Neuve Chapelle và đánh chiếm Aubers. Tuy nhiên, do pháo binh Anh không tới kịp, quân Ấn Độ không được pháo binh yểm hộ và bị quân Đức đánh thiệt hại nặng. Gần 1 nghìn binh sĩ Ấn Độ tử thương. Cũng trong ngày đó, tư lệnh Tập đoàn quân số 1 của Anh là Douglas Haig cũng tung ra 1 đợt tấn công vô nghĩa như vậy và kết quả cũng thê lương như thế. Ngày 25 tháng 4, các đơn vị Ấn Độ cũng lần đầu tiên nếm phải mùi vị hơi độc mà quân Đức dùng trong chiến tranh.
Trong trận đánh này, tử sĩ Gabbar Singh Negi thuộc trung đoàn bộ binh số 39 Garhwal Rifles đã được tặng thưởng Huân chương Chữ thập Victoria, phần thưởng cao nhất của nước Anh dành cho lòng dũng cảm. Công trạng của ông đã được ghi nhận trên tạp chí The London Gazette như sau:
Dành cho sự dũng cảm đáng chú ý nhất vào ngày 10 tháng 3 năm 1915, tại Neuve-Chapelle. Trong cuộc tấn công của chúng ta vào vị trí của quân Đức anh là một trong những binh sĩ cầm lưỡi lê với bộc phá đã tiến vào hệ thống chiến hào chính, và là người đầu tiên to go round each traverse, liên tục đẩy lui quân địch cho đến khi chúng bị buộc phải đầu hàng. Anh đã hy sinh trong trận đánh này

Gabbar Singh Negi cũng là một trong 4.700 tử sĩ Ấn Độ được khắc tên tưởng niệm tại Đài tưởng niệm Ấn Độ Neuve-Chapelle thuộc quyền quản lý của Ủy ban Mộ phần Chiến tranh Khối Thịnh vượng chung.
Mộ phần của những binh sĩ Ấn Độ cũng có thể được tim thấy tại Ayette, Souchez và Neuve-Chapelle.

## Trong văn hóa đại chúng
Trong tác phẩm The Magus của John Fowles, nhân vật chính hồi tưởng lại trải nghiệm của mình tại trận đánh này với mục đích mô tả cuộc chiến tranh là tàn khốc một cách vô lý. Neuve Chapelle được nhân vật chính gọi là "một nơi không có khả năng cho sự tồn tại của lý trí".